# Осичная (Оратовский район)
Осичная (укр. Осична) — село на Украине, находится в Оратовском районе Винницкой области.
Код КОАТУУ — 0523183601. Население по переписи 2001 года составляет 707 человек. Почтовый индекс — 22624. Телефонный код — 4330.
Занимает площадь 2,287 км².

## Адрес местного совета
22624, Винницкая область, Оратовский р-н, с. Осичная, ул. Ленина, 10